# Зоя Чаушеску
Зоя Чаушеску (рум. Zoya Ceauşescu; *1 березня 1949, Бухарест — †20 листопада 2006, Бухарест) — румунський математик, дочка Ніколае і Елени Чаушеску.

## Біографія
Народилася 1 березня 1949 в Бухаресті.
Навчалася в університеті Бухареста. Після його закінчення працювала науковим співробітником в інституті математики Румунської академії в Бухаресті. Її спеціальністю був функціональний аналіз. Після розформування інституту в 1975 вона перейшла на нову роботу в інститут INCREST (інститут науково-технічної творчості), де очолила новостворену кафедру математики.
У 1980 Зоя Чаушеску вийшла заміж за Мірчу Опря (Mircea Oprean), інженера і професора Політехнічного університету Бухареста.
Після Румунської революцію 1989 разом з братами потрапила до в'язниці, будучи обвинуваченою в руйнуванні економіки країни. Після пом'якшення ставлення до них з боку нової влади, була випущена з в'язниці. Залишившись без засобів для існування, жила на те, що збирала порожні пляшки і здавала їх в пункти прийому склотари. Її ніхто не брав на роботу, вона була позбавлена всіх наукових ступенів і дипломів. До самої смерті жила в квартирі неподалік від президентського палацу.
Була затятим курцем і померла від раку легенів 20 листопада 2006.

## Публікації
- Ceaușescu, Zoia; Vasilescu, F.-H. (1978). Tensor products and the joint spectrum in Hilbert spaces. Proceedings of the American Mathematical Society. American Mathematical Society. 72 (3): 505—508. doi:10.2307/2042460. JSTOR 10.2307/2042460. MR 0509243. Архів оригіналу за 7 березня 2016. Процитовано 4 квітня 2016.

- Ceaușescu, Zoia (1979). Lifting of a contraction intertwining two isometries. The Michigan Mathematical Journal. 26 (2): 231—241. doi:10.1307/mmj/1029002216. MR 0532324. Архів оригіналу за 26 вересня 2004. Процитовано 4 квітня 2016.

- Arsene, Gr.; Ceaușescu, Zoia; Constantinescu, T. (1988). Schur analysis of some completion problems. Linear Algebra and its Applications. 109: 1—35. doi:10.1016/0024-3795(88)90195-4. MR 0961563.